# Maciej Ślesicki

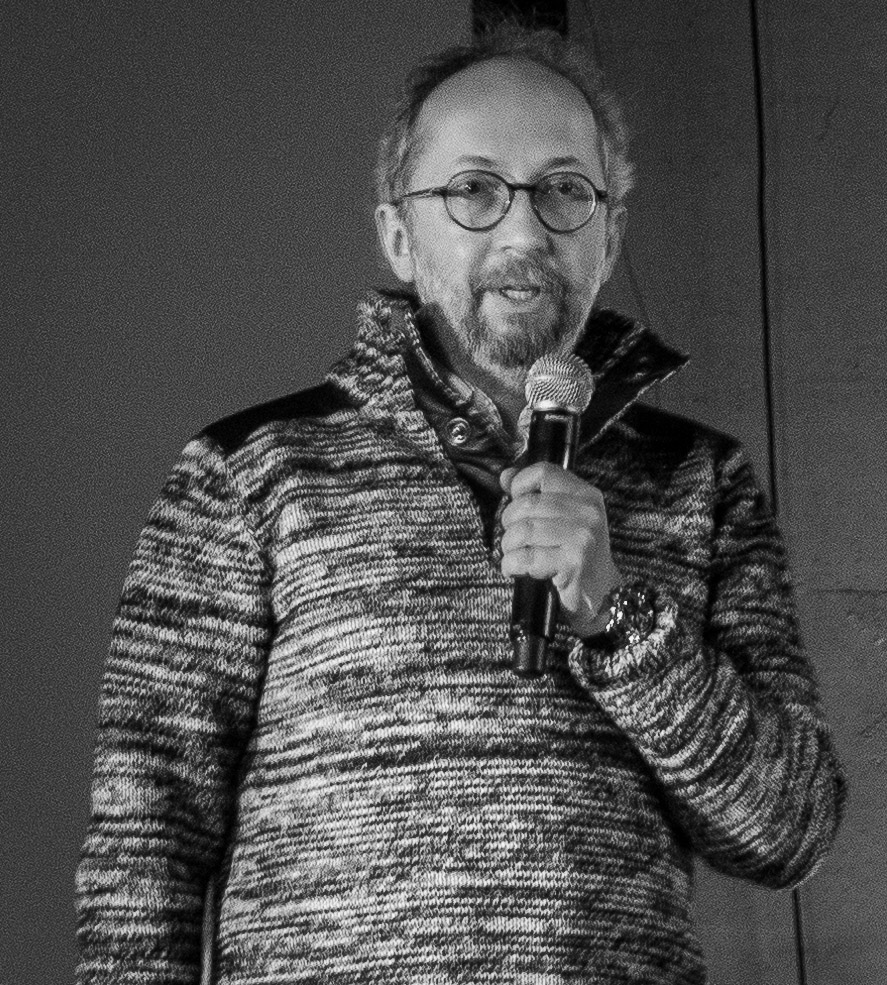
Maciej Ślesicki (2013)

Maciej Ślesicki (* 1966) ist ein polnischer Regisseur, Drehbuchautor und Filmproduzent, der bei der Oscarverleihung 2015 für die Produktion von Our Curse zusammen mit dem Regisseur Tomasz Śliwiński für den Oscar in der Kategorie „Bester Dokumentar-Kurzfilm“ nominiert war. Der Film erzählt die Geschichte eines Jungen, der an dem seltenen Undine-Syndrom leidet. Ślesicki wurde in Warschau geboren und studierte an der Fakultät für Radio und Fernsehen der Schlesischen Universität. Seit Beginn seiner Karriere Ende der 1980er Jahre war Ślesicki an rund 20 Film- und Fernsehproduktionen beteiligt. Er leitet das Filmstudio Paisa Films und ist neben seinem Filmschaffen als Dozent an der Warsaw Film School tätig.

## Filmografie (Auswahl)
- 1989: Gra zludzen (Dokumentarfilm, Regisseur)
- 1993: Das Geheimnis des 13. Wagen (La Treizième voiture, Fernsehfilm, Drehbuchautor und Produzent)
- 1994: Psychodramy malzenskie (Fernsehserie, Regisseur und Drehbuchautor)
- 1995: Tato (Regisseur und Drehbuchautor)
- 1997: Das Mädchen und der Bodyguard (Sara, Regisseur und Drehbuchautor)
- 1997–1998: 13 posterunek (Fernsehserie, Regisseur und Drehbuchautor)
- 2000: 13 posterunek 2 (Fernsehserie und Regisseur)
- 2003: Show (Regisseur und Drehbuchautor)
- 2006: Strajk – Die Heldin von Danzig (Strajk – bohaterka z Gdańska) (Ko-Produzent)
- 2007: I kto tu rzadzi? (Fernsehserie und Regisseur)
- 2007: Rezerwat (Produzent)
- 2008: Pralnia (Kurzfilm, ausführender Produzent)
- 2008: Manna (Produzent)
- 2010: Trzy minuty. 21:37 (Regisseur, Drehbuchautor und Produzent)
- 2010: Zgorszenie publiczne (Produzent)
- 2013: Our Curse (Nasza klątwa)
- 2013: Poniedzialek, poniedzialek (Dokumentar-Kurzfilm, Produzent)
- 2015: Przypadki Cezarego P. (Fernsehserie, Regisseur, Drehbuchautor und Produzent)
- 2015: August (Kurzfilm, Produzent)
- 2015: Inka (Kurzfilm, Produzent)
- 2020: Das Kleid (Kurzfilm, Produzent)